# Desmodulación
El término demodulación engloba el conjunto de técnicas utilizadas para recuperar la información transportada por una onda portadora, que en el extremo transmisor fue modulada con dicha información. 
En telecomunicaciones, este término es el opuesto a modulación. Así, en cualquier telecomunicación normalmente existirá al menos una pareja modulador-demodulador (módem), uno en cada extremo de la comunicación. 
El diseño del demodulador dependerá del tipo de modulación empleado en el extremo transmisor. 

## Terminología
El proceso de extracción de la información se denomina «desmodulación» o  «demodulación». Sin embargo, la acción de extraer la información se denomina «demodular», sin ese.
Por último, el dispositivo electrónico que permite demodular una señal se denomina «demodulador» o «detector»: modulador-demodulador (módem), detector de envolvente, etcétera.

## Reseña histórica
En los inicios de la radio, cuando todas las transmisiones eran en Código Morse, los demoduladores eran llamados detectores, ya que solamente tenían que detectar la presencia o ausencia de una onda de radio utilizando dispositivos como el cohesor, sin la necesidad de hacerla audible.

## Técnicas
Hay varias maneras de desmodulación dependiendo de cómo se transmiten los parámetros de la banda base de la señal, en la señal portadora, como amplitud, frecuencia o fase. Por ejemplo, para una señal modulada con una modulación lineal, como Amplitud Modulada (AM), se puede utilizar un detector sincrónico. Por otra parte, para una señal modulada con una modulación angular, como Frecuencia Modulada (FM), se puede utilizar un detector con lazo de seguimiento de fase (Phase-Locked Loop, PLL).
Muchas técnicas, como: recuperación de portador, recuperación de reloj, deslizamiento de la broca, sincronización de marco, receptor rake, compresión de pulso, indicador de fuerza de señal de recepción, detección y corrección de errores, etcétera; son solo realizadas por demoduladores, aunque cualquier demodulador específico puede realizar solo algunas o ninguna de estas técnicas.

## Señal AM
Una señal AM codifica la información en la onda portadora variando su amplitud a la vez que la señal analógica para ser enviada. Hay dos métodos utilizados para demodular las señales de AM:
El detector de envolvente es un método muy sencillo de desmodulación. Muchas sustancias naturales exhiben este comportamiento de rectificación, razón por la cual fue la primera técnica de modulación y desmodulación utilizada en la radio. Consta de un rectificador (cualquier cosa que pueda pasar en una sola dirección) y un filtro pasa bajo. El rectificador puede ser de un solo diodo, o puede ser más complejo. El filtro es generalmente de tipo RC pasa bajo, pero la función de filtro puede lograrse a veces apoyándose en la respuesta de frecuencia limitada del rectificador de los circuitos. La radio de galena explota la simplicidad de la modulación AM para producir un receptor con muy pocas piezas, con el cristal como el rectificador y la respuesta de frecuencia limitada de los auriculares como el filtro.
El “detector de producto” multiplica la señal entrante por la señal de un oscilador local con la misma frecuencia y fase que la señal entrante del portador. Después de filtrar, se producirá la señal de audio original. Este método descifra tanto AM como SSB, pero si la fase no se puede determinar se requerirá una configuración más compleja.
Una señal AM puede rectificarse sin necesidad de un demodulador bv coherente. Por ejemplo, la señal puede pasar por un detector de envolvente (un rectificador de diodo y un filtro de pasa bajo). La señal de salida seguirá la misma curva que la señal de entrada. Hay señales AM en las que la portadora se reduce o suprime totalmente. Estas requieren la desmodulación coherente.

## Señal FM
La modulación de frecuencia (FM) tiene numerosas ventajas sobre la modulación AM, como mejor fidelidad e inmunidad de ruido. 
Sin embargo, es mucho más complejo modular y demodular una onda portadora con FM.
Hay varios tipos comunes de demodulador de FM:
- El detector de cuadratura, en el que la fase de la señal cambia 90 grados y se multiplica con la versión entrante. Uno de los términos que se retira de esta operación es la señal de información original, que es seleccionada y amplificada.
- La señal se alimenta en un PLL y la señal de error se utiliza como la señal demodulada.
- El más común es un “discriminador Foster-Seeley”. Está formado por un filtro electrónico que disminuye la amplitud de algunas frecuencias en relación con otras, seguido por un demodulador de AM. Si la respuesta del filtro cambia linealmente con la frecuencia, la salida analógica final será proporcional a la frecuencia de entrada.
- Una variante de la discriminadora de Foster-Seeley llamada el “detector de relación”.
- Otro método utiliza dos demoduladores de AM, uno había sintonizado en el extremo superior de la banda y el otro en el extremo inferior y alimentan las salidas en un amplificador de diferencia.
- Usando un procesador digital de señal, como se utiliza en una radio definida por software.